# Anding, Yunnan
Anding (kinesiska: 安定, 安定镇) är en köping i Kina. Den ligger i provinsen Yunnan, i den sydvästra delen av landet, omkring 210 kilometer väster om provinshuvudstaden Kunming.
Genomsnittlig årsnederbörd är 979 millimeter. Den regnigaste månaden är juli, med i genomsnitt 213 mm nederbörd, och den torraste är januari, med 10 mm nederbörd.